# Deutsche Polizei Hilfswerk
Das Deutsche Polizei Hilfswerk (DPHW) war eine von April 2012 bis Juni 2013 existierende Bürgerwehr in Sachsen, Brandenburg und Thüringen, die als selbst ernannte Hilfspolizeitruppe durch Gewalttaten und Selbstjustiz auf sich aufmerksam machte. Das DPHW wurde 2012 von Volker Schöne gegründet, verstand sich als ausführender Arm der Reichsbürgerbewegung und vertrat reichsideologische Standpunkte.
Überregional bekannt wurde die extremistische Gruppe, zu der laut ermittelnder Polizei rund 100 aktive Mitglieder gehörten, als etwa 15 von ihnen – teils mit Phantasieuniformen bekleidet – einen Gerichtsvollzieher am Vollzug einer Zwangsvollstreckung hinderten, zu fesseln versuchten und festhielten. Für diese Taten wurden Ende 2015 und Anfang 2016 am Amtsgericht Meißen mehrere erstinstanzliche Gerichtsurteile über teils mehrjährige Haftstrafen wegen Freiheitsberaubung und Körperverletzung verhängt.

## Geschichte und Organisation
Im April 2012 gründete Volker Schöne in Sachsen das reichsideologische Deutsche Polizei Hilfswerk, kurz DPHW, eine Bürgerwehr, die durch ungesetzliche Maßnahmen auffiel. Schöne war davor als Nicht-Polizist Förder-Mitglied der Deutschen Polizeigewerkschaft Sachsen e. V. und pflegte in seiner Freizeit die Internetseiten der Gewerkschaft. Er veröffentlichte dort einen Text, in dem er erklärte, dass diverse deutsche Gesetze nicht mehr gültig seien und in der Bundesrepublik Deutschland das Besatzungsrecht gelte. Die Gewerkschaft entfernte den Text von der Website, dieser erlangte aber in der reichsideologischen Szene größere Bekanntheit und wurde als Insiderwissen gepriesen. Schöne wurde im weiteren Verlauf aus der Gewerkschaft ausgeschlossen.
Er behauptete, mit dem DPHW gegen Polizeigewalt und Behördenversagen angehen zu wollen, hielt Deutschland jedoch nicht für einen Staat, sondern für eine GmbH. Die Mitglieder seiner Bürgerwehr rekrutierte er aus Anhängern der Reichsbürger-Szene, welche die Existenz der Bundesrepublik bestreiten. Bei den meisten der etwa 100 Angehörigen der DPHW-Hilfstruppe handelte es sich laut einem ermittelnden Polizeibeamten um überschuldete und gescheiterte Existenzen, die für ihre missliche Lage den Staat verantwortlich machten. Die politische Orientierung des DPHW blieb unklar, weil die Gruppe keine politische Programmatik ausarbeitete und sich nur auf eine Reihe formaler Rechtfertigungsgründe berief. In einem ersten Mitgliederschreiben wurden nicht näher umrissene Aktionen angekündigt, um Ordnung und Sicherheit für die Bevölkerung zu gewährleisten. Später versprach man öffentlich, rechtliche Verstöße aufzeigen und unterbinden zu wollen. Das DPHW behauptete, Polizeiaufgaben dort wahrnehmen zu können, „wo kein Revier mehr ist oder wo zu große Lücken für den Bedarf an Polizeikräften entstanden sind“. Da dieses Ziel das Unterlaufen des staatlichen Gewaltmonopols voraussetzt, berief sich das DPHW auf das Widerstandsrecht im Grundgesetz und suggerierte so nach außen und gegenüber Teilen seiner Mitglieder, seine Handlungen – selbst unverkennbare Straftaten – seien statthaft und „immer streng […] legitimiert“. Tatsächlich lehne das DPHW die deutsche Gerichtsbarkeit jedoch ab und hielt deren Beschlüsse sowie Urteile für inakzeptabel. Häufig gehe es darum Zwangsvollstreckungen zu umgehen.
Das DPHW warb öffentlich und bundesweit bei mehr als 50 Treffen neue Mitglieder und „schulte“ diese für kommende Aktionen. Mitglieder der DPHW traten als „Ersatzpolizisten“ auf, die für Ruhe und Ordnung sorgen und die echte Polizei unterstützen und zugleich kontrollieren sollten. Das DPHW agierte dabei mit auffällig starken Namens- und Erscheinungsähnlichkeiten zur echten Polizei und versuchte damit, den Anschein eines Zusammenhangs zur deutschen Polizei bzw. der Deutschen Polizeigewerkschaft zu erwecken. Seine Mitglieder trugen bei ihren Einsätzen Uniformen mit starken Ähnlichkeiten zur realen Polizei und der Aufschrift „DPHW Deutsche Polizei“. Die Kosten für die Anschaffung der Polizeiuniformen trugen die Mitglieder. Das DPHW besaß keine Rechtsform. Das DPHW fuhr Streife und beriet Menschen bei Gerichtsprozessen. Intern war das DPHW streng hierarchisch organisiert, mit an die NVA-Strukturen angelehnten militärischen Dienstgraden. Die Gruppe unterhielt laut Eigenangabe im Jahr 2013 in allen Bundesländern Regionalstellen, fiel aber nur in Sachsen, Brandenburg und Thüringen aktiv auf.
Seit den Straftaten im Jahre 2012 und den darauf folgenden Ermittlungen und Verurteilungen sind in Sachsen keine öffentlichkeitswirksamen Aktionen des DPHW mehr bekannt geworden. Das DPHW existierte bis Ende Juni 2013, als es auf seiner Homepage seine vermutliche Auflösung verkündete. Ende 2013 gab Schöne dem rechtsesoterischen Videoportal Bewusst.TV ein Interview, in dem er erklärte, dass das DPHW organisatorisch zukünftig ohne Spitze aufgestellt sei. Laut dem Grünen-Politiker und Szenekenner Andreas Vorrath sei das Interesse am DPHW schnell verebbt. Begrüßte man in der Reichsbürger-Szene das Auftreten der Pseudo-Polizei zunächst begeistert, stellte sich kurz danach Enttäuschung ein: Bundesweit monierten „Reichsbürger“ ernüchtert, dass das DPHW mit der regulären Staatsgewalt kooperierte, was im Widerspruch zum juristischen und ideologischen Rüstzeug der Reichsbürgerbewegung stand. Dem Verfassungsschutz lagen 2014 keine Informationen vor, nach denen die Gruppe weiter aktiv sei.

## Einordnung
Rechtsextremismusexperten und Behördenvertreter ordnen das DPHW aufgrund ideologischer Überschneidungen der Reichsbürgerbewegung zu (bzw. verwenden den weitgehend synonymen Begriff der Reichsideologen bzw. Reichsregierungen) oder sprechen von „engen Verbindungen“ zwischen den beiden Gruppen. Das DPHW selbst distanzierte sich zwar von der Reichsbürgerbewegung und bekannte sich in öffentlichen Verlautbarungen zur Demokratie. Mehrere Gründungsmitglieder waren jedoch zuvor in Reichsbürger-Gruppierungen aktiv oder verbreiten selbst reichsideologische Inhalte auf ihren privaten Homepages. Mehrere Führungspersonen des DPHW trafen sich zudem im Oktober 2012 zu einem Koordinierungsgespräch mit der reichsideologischen „Republik Freies Deutschland“ Peter Frühwalds. Der Pressesprecher des DPHW, Holger Fröhner, veröffentlichte 2009 das Buch Die Jahrhundertlüge, laut Vorrath „die Bibel der Reichsbürgerbewegung“, sowie 2014 das im selben „reichsdeutschen“ Tenor verfasste Buch Das Deutschland Protokoll. Schönes DPHW verstand sich laut Sächsischer Zeitung als exekutiver Arm der Reichsbürgerbewegung. Gemäß dem rechtspolitischen Sprecher der Grünen Landtagsfraktion Sachsen, Johannes Lichdi, habe sich das DPHW seit seiner Gründung „verschiedenen Reichsbürgerbewegungen als quasi Exekutivorgan“ angedient und werde etwa „von der Kommissarischen Reichsregierung (KRR) ‚Freies Deutschland‘ aus Leipzig als solches auch ausdrücklich benannt“. Der Politikwissenschaftler Jan Freitag ordnete das DPHW als größte aus der Reichsbürgerszene hervorgehende Gefahr ein. Es schüchtere Andersdenkende aktiv ein und versuche durch Drohungen die Behörden von ihrer Arbeit abzuhalten. Zudem gelte das DPHW als eine der wenigen bewaffneten und militärisch geschulten Gruppen der Szene.

## Straftaten
Am 23. November 2012 hinderten teilweise uniformierte DPHW-Anhänger einen Gerichtsvollzieher des Amtsgerichtes Meißen in Bärwalde, einem Ortsteil der sächsischen Stadt Radeburg, gewaltsam an der Zwangsvollstreckung eines Titels. Bei der Aktion auf einem Bärwalder Bauernhof hatten Schöne und 14 als Polizisten verkleidete Mitglieder des DPHW den Gerichtsvollzieher auf dem Hof des Grundstückes gefangen genommen. Die Gruppe versuchte erfolglos, den Gerichtsvollzieher in einem Handgemenge zu fesseln und hinderte ihn daran, das Grundstück zu verlassen. Einer der Beteiligten filmte die Aktion zu „Schulungszwecken“. Der Gerichtsvollzieher wurde wegen der psychischen Folgen der Aktion für ein Jahr krankgeschrieben. DPHW-Mitglieder behaupteten dazu, er selbst hätte sich strafbar gemacht, da Gerichtsvollzieher keine Beamten mehr seien und deshalb auch keine hoheitlichen Pflichten des Staates ausüben dürften. Sie selbst hätten lediglich von ihrem Recht für Jedermann auf vorläufige Festnahme Gebrauch gemacht. Es wurde bekannt, dass die Reichsbürgerszene in Bärwald zuvor einen falschen jüdischen Verein namens „Esau“ gegründet hatte, mit dem man einen fingierten Mietvertrag abgeschlossen hatte, um mit diesem Trick die Zwangsversteigerung des zugleich als DPHW-Zentrale genutzten Hofes abzuwenden. Laut der Jüdischen Gemeinde zu Dresden werde diese Vorgehensweise seit längerer Zeit von Reichsbürgern im Umkreis von Bautzen praktiziert.
Am 11. Oktober 2012 musste die thüringische Polizei einschreiten, weil der Chef des Finanzamtes in Sonneberg vom DPHW bedrängt wurde. Am 29. November 2012 versuchten mit Phantasieuniformen bekleidete DPHW-Mitglieder in Weimar eine Gerichtsvollzieherin „festzunehmen“. Die thüringische Polizei nahm die Ermittlungen gegen sieben Beschuldigte auf. In einem Dorf im südlichen Sachsen-Anhalt versuchten DPHW-Vertreter im Dezember vergeblich, die Polizei an der Vollstreckung eines Haftbefehls zu hindern.
Am 10. Juli 2012 wurden bei einer Razzia in Berlin bei einem „Reichsbürger“ der Freien Republik Deutschland sprengstofffähige Chemikalien und Pyrotechnik beschlagnahmt, wobei sich ein uniformierter DPHW-Vertreter als „Rechtsbeistand“ betätigte. Als Polizisten mit Unterstützung von Sprengstoffexperten 2013 im Berliner Bezirk Neukölln ein vermülltes Firmengelände durchsuchten, das als „exterritoriales“ Gebiet und als „Republik Freies Deutschland Hoheitsgebiet“ firmierte, um die dort von einem 39-jährigen „Reichsbürger“ illegal gebunkerten Sprengstoff-Chemikalien und zentnerweise in einem Luftschutzbunker ohne Genehmigung gelagerte Pyrotechnik zu beschlagnahmen, erschien ein falscher DPHW-Polizist, um seinen Gesinnungsgenossen vor der aus seiner Sicht völkerrechtswidrigen Polizeidurchsuchung zu beschützen. Der mit einer Polizeiuniform kostümierte DPHW-Anhänger erhielt daraufhin eine Anzeige wegen Amtsanmaßung.

## Strafverfolgung
Die Ermittlungen gegen die Gruppe wurden vom Operativen Abwehrzentrum Rechtsextremismus geleitet. Im Februar 2013 durchsuchte die Polizei in Sachsen und Brandenburg diverse Wohnungen von DPHW-Mitgliedern und einen DPHW-Geschäftsraum, dabei wurden Uniformen und die legalen Schusswaffen einiger Mitglieder beschlagnahmt. Die Staatsanwaltschaft Dresden eröffnete 2013 ein Verfahren unter anderem wegen Amtsanmaßung gegen die an der Aktion in Bärwalde beteiligten Personen. Im August 2015 wurden bei der Staatsanwaltschaft 292 Beschuldigte im Zusammenhang mit dem DPHW geführt, gegen 84 Personen wurde noch ermittelt. 60 Personen wurden mehrfache Straftaten vorgeworfen, darunter Nötigung, Freiheitsberaubungen sowie Bedrohungen und Erpressungen. Nach Einschätzung der Landtagsabgeordneten Kerstin Köditz befinden sich unter den Beschuldigten „offenbar etliche Intensivtäter“. Die ermittelnde Polizei sprach von etwa 100 aktiven Mitgliedern. Viele der Verfahren gegen „einfache Mitglieder“ des DPHW wurden eingestellt, da es sich in der Öffentlichkeit und gegenüber seinen einfachen Mitgliedern stets als gesetzestreue Bürgerwehr präsentiert habe. Viele Mitglieder hätten deshalb keine Kenntnis über die auf die Begehung von Straftaten ausgerichtete Zielsetzung des DPHW gehabt.
Zwischen Dezember 2015 und März 2016 wurden insgesamt 13 an der Aktion in Bärwalde Beteiligte vor dem Amtsgericht Meißen in erster Instanz der gemeinschaftlichen Freiheitsberaubung in Tateinheit mit gefährlicher Körperverletzung und dem Missbrauch von Amtszeichen schuldig gesprochen und zu Haftstrafen zwischen 10 und 30 Monaten fast ausschließlich ohne Bewährung verurteilt. Mehrere Angeklagte argumentierten gegenüber dem Gericht entsprechend der sogenannten Reichsbürgerideologie, dass sie seine Rechtmäßigkeit nicht anerkennen würden. In Folge eines Berufungsverfahrens mit anschließender Revision wurde Schöne letztendlich im Dezember 2018 für die Tat in Bärwalde zu einer zur Bewährung ausgesetzten Haftstrafe von einem Jahr und zehn Monaten verurteilt. 2016 war er bereits wegen versuchter Nötigung und Amtsanmaßung zu einem halben Jahr Haft ohne Bewährung verurteilt worden, nachdem er sich als Notar ausgab und mithilfe fiktiver Millionenforderungen an Amtspersonen die Zwangsversteigerung seines Hauses zu verhindern versuchte.

## Sonstiges
Volker Schöne war vor der DPHW-Gründung Mitglied durch Kreisvorsitz im Landesvorstand der Deutschen Polizeigewerkschaft Sachsen e. V. im Deutschen Beamtenbund (DPolG Sachsen), laut einem Dokument der Gewerkschaft aus dem Jahre 2009 Mitglied der Arbeitsgruppe Mitgliederbetreuung, selbst aber kein Polizist. Nachdem Schöne in einem Artikel der Sächsischen Zeitung vom 13. September 2013 irrtümlich als Mitarbeiter der sächsischen Gewerkschaft der Polizei (GdP) bezeichnet wurde, verwahrte sich der Bundesvorstand der GdP am selben Tag dagegen, mit Schöne und dessen DPHW in Verbindung gebracht zu werden.